# Phare de Brough of Birsay
Le phare de Brough of Birsay est un phare situé sur l'île inhabitée de Brough of Birsay, dans la baie de Scapa Flow des îles de l'archipel des Orcades au nord des Highlands en Écosse. C'est une île accessible à marée basse au nord-ouest des côtes de Mainland
Ce phare est géré par le Northern Lighthouse Board (NLB) à Édimbourg, l'organisation de l'aide maritime des côtes de l'Écosse.

## Le phare
Le phare a été conçu par l'ingénieur écossais David Alan Stevenson en 1925. C'est une petite tour cylindrique et crénelée de 11 m de hauteur, avec galerie et lanterne, attenante à un petit local technique d'un seul étage. Le phare est peint en blanc avec la galerie ocre et la lanterne noire. Autonomisé dès sa construction avec un générateur, il a été modernisé en 1983 et convertie à l'énergie solaire en 2002.
Il est situé sur une petite île accessible à marée basse par un sentier en béton.
Identifiant : ARLHS : SCO-023 - Amirauté : A3700 - NGA : 3224.

### Lien connexe
- Liste des phares en Écosse